# Maqbool Fida Husain
Pour les articles homonymes, voir Fida et Husain.
Maqbool Fida Husain, né le 17 septembre 1915 à Pandharpur (Inde) et mort le 9 juin 2011 à Londres, plus connu sous le nom de M. F. Husain, est un artiste peintre indien célèbre. Il est aussi cinéaste, réalisateur, producteur et scénariste, à l'occasion.
D'après le magazine Forbes, il est le Picasso de l'Inde. 
Après une longue carrière, son travail devient controversé en 1996, alors qu'il a 81 ans, à la suite d'une publication sur des peintures de dieux hindous représentés nus, qu'il a produites dans les années 1970,.

## Biographie
Husain vient d'une famille indienne musulmane. Sa mère meurt lorsqu'il a un an et demi. Son père se remarie et ils déménagent à Indore. En 1935, il part à Bombay et entre à la Sir J. J. School of Art (en). Il peint d'abord des décors de cinéma. Sa notoriété grandit dans les années 1940. En 1947, il rejoint le Bombay Progressive Artists' Group fondé par Francis Newton Souza (en), une faction de jeunes artistes désireux de rompre avec l'école bengalaise et d'encourager l'avant-garde à un niveau international. En 1952, sa première exposition en solo se tient à Zurich.
En 1966, il reçoit le prix Padma Shree et le prix Padma Bhushan. L'année suivante, il réalise le film Through the Eyes of a Painter (en) qui reçoit l'Ours de Berlin.
Husain devient un des peintres les plus cotés d'Inde. Certaines de ses toiles ont atteint 2 millions de dollars US chez Christie's. Le Parlement Indien l'a nommé dans la Rajya Sabha, la Chambre Haute du Parlement.
Il a également produit et dirigé des films, dont Gaja Gamini avec sa muse Madhuri Dixit et Meenaxi: A Tale of Three Cities (en) avec Tabu. Son autobiographie est en train d'être adaptée dans un film dont le titre est pour le moment The Making of the Painter, avec Shreyas Talpade (en) dans le rôle de Husain.

## Controverses
Dans les années 1990, certains travaux de Husain déclenchent une controverse, représentant des déités hindoues nues
. 
Les peintures incriminées ont été produites dans les années 1970, mais n'ont pas attiré l'attention avant 1996, quand elles furent reproduites dans un magazine mensuel Hindou Vichar Mimansa. 
En résulta 8 plaintes déposées contre Husain. En 2004, la Haute Cour de Delhi rejeta les accusations portées de "soutenir les inimités entre différentes communautés…en représentant des déesses (Dourgâ et Sarasvatī) d'une manière à heurter la sensibilité des Hindous",. L'art indien dans le passé préislamique représentait des divinités hindoues et jaïnes nues.
En octobre 1996, un groupe d'activistes du Bajrang Dal pénètrent dans la galerie Herwitz à Ahmedabad, dans le bâtiment Husain-Doshi Gufa construit par Balkrisna Doshi et détruisent 23 tapisseries et  28 peintures de Husain.
La controverse grandit à tel point qu'en 1998, la maison de Husain est attaquée par le Bajrang Dal et des œuvres sont détruites. Les leaders de Shiv Sena revendiquent l'attaque. 
En février 2006, Husain est à nouveau arrêté et accusé de 'blesser les sentiments des gens' à cause de ses portraits de déesses nues.
Une série de plaintes sont déposées contre lui, et après qu'il a refusé de se présenter devant les cours, un mandat d'arrêt est lancé. Il est également menacé de mort à plusieurs reprises,,. L'artiste quitte le pays en disant "les choses sont devenues légalement si compliquées qu'on m'a conseillé de quitter le pays.". 
M.F. Husain meurt à Londres le 9 juin 2011 à 95 ans. La Cour suprême avait récemment suspendu son mandat d'arrêt contre lui.

### Portrait de l'Inde nue
Le 6 février 2006, le magazine  India Today, publie une publicité pour « Art For Mission Kashmir ». Celle-ci représente entre autres Bharat Mata (Mother India, l'Inde sous les traits d'une déesse) nue avec les noms des États de l'Inde sur le corps.

### Controverse surMeenaxi: A Tale of Three Cities
Le film Meenaxi: A Tale of Three Cities (en) a été retiré des cinémas après que des organisations musulmanes protestent contre une des chansons du film. Le conseil des Ulemas de l'Inde proteste contre la chanson Qawwalî ‘Noor-un-Ala-Noor’. La chanson contient des mots issus du Coran et serait donc un blasphème. 

### Soutiens et Critiques
La communauté artistique l'a soutenu. Krishan Khanna, Syed Mirza, l'activiste Nafisa Ali (en), M. K. Raina (en) ont protesté contre la campagne contre lui. 
D'autres ont été plus critiques comme Satish Gujral (en) ou Chandan Mitra (en).
L'État communiste du Kerala lui a accordé le prix Ravi Varmâ pour son œuvre.

## Collections publiques
- Arlon, musée Gaspar, Collections de l'Institut archéologique du Luxembourg : Sunderi, lithographie, 49 × 38 cm[20].

## Sa cote
Son tableau Battle of Ganga and Jamuna a atteint en mars 2008 la somme de 1,6 million de dollars[réf. nécessaire].